# 第6號鋼琴奏鳴曲 (斯克里亞賓)
斯克里亚宾第六钢琴奏鸣曲，Op.62，于1911年创作。这首曲的排序为第六首，实际上第七号钢琴奏鸣曲比这首早完成。这首曲属于斯克里亚宾的晚期奏鸣曲之一，只有一个乐章且无调性。据说作曲家本人从来没在公共场合下演奏过这首曲，因为这首曲过于神秘和黑暗。 

## 结构
此曲为单乐章结构，演奏需要大约11-12分钟。 

## 延伸阅读
- Scriabin, Alexander. Complete Piano Sonatas. 1964 Muzyka score republished in 1988 by New York:  Dover Publications. ISBN 0-486-25850-5.